# Синдинское (озеро)
Си́ндинское — озеро в Нанайском районе Хабаровского края России. Площадь зеркала 18,8 км², водосборная площадь 6800 км²

Синдинское озеро находится в долине реки Амур, соединяется с ней Синдинской протокой. 

Синдинская протока получила название по имени национального нанайского села Синда.
Кроме Синдинской протоки озеро сообщается (посредством короткой старицы) с Челнинской и Ламаминской протоками (правобережные протоки Амура), образуя низменную заболоченную пойму.
Синдинское озеро на некоторых топографических картах имеет другое название — озеро Маяк (по имени расположенного на восточном берегу одноимённого села).
В Синдинское озеро впадают реки: Немта (с впадающей в неё рекой Мухен с притоками), Тон и Бахта. Река Бахта при впадении образует залив Ягодный, а река Тон — небольшое (до 0,5 км в диаметре) озеро Доцен, соединённое короткой протокой с основной акваторией.
По западному берегу Синдинского озера и по левому берегу реки Немта проходит административная граница между Хабаровским и Нанайским районами Хабаровского края.
По северному берегу озера проходит автомобильная дорога Р454 Хабаровск — Комсомольск-на-Амуре, через протоку Синдинская построен автомобильный мост.
Синдинское озеро находится вдали от промышленных предприятий в экологически чистом районе, богато рыбными ресурсами. Национальные рыболовецкие артели ведут промышленный лов рыбы. На реке Бахта создано небольшое водохранилище, работает рыборазводный цех.
На реках, впадающих в Синдинское озеро встречаются колонии бобра.
Озеро мелководное, судоходство отсутствует, исключительно маломерное.